# Juho Olkinuora
Juho Olkinuora (ur. 4 listopada 1990 w Helsinkach) – fiński hokeista, reprezentant Finlandii, olimpijczyk.
Syn dziennikarza Hannu Olkinuory (1950-2021, dziennikarz) i Hilkk (ur. 1948, pisarka, dziennikarka duchowna). Niekiedy wymieniany pod imieniem Jussi.

## Kariera
- Tappara U16 (2005-2006)
- Tappara U18 (2006-2007)
- Chadder's 18U AAA (2007-2008)
- HIFK U20 (2008-2010)
- Sioux Falls Stampede (2010-2011)
- Denver Pioneers (2011-2013)
- St. John’s IceCaps (2013-2015)
- Ontario Reign (2013-2015)
- Manitoba Moose (2015-2016)
- Tulsa Oilers (2015-2016)
- SaiPa (2016)
- JYP (2016-2018)
  -  JYP-Akatemia (2016/2017)
- Pelicans (2018-2019)
- Admirał Władywostok (2019-2020)
- Mietałłurg Magnitogorsk (2020-2022)
- Grand Rapids Griffins (2022-2023)
- Brynäs IF (2023)
- Pelicans (2023)
- Servette Genewa (2023-)

Wychowanek klubu Tappara Tampere, w którym rozwijał karierę w zespołach juniorskich. Potem przez sezon grał w lidze juniorskiej 18U AAA, po czym przez dwa sezony był zawodnikiem juniorów HIFK Hockey w rodzinnych Helsinkach. W 2010 po raz drugi wyjechał do USA i przez rok był zawodnikiem Sioux Falls Stampede w lidze USHL, a od 2011 bronił barw drużyny University of Denver w rozgrywkach akademickich NCAA. W kwietniu 2013 podpisał kontrakt wstępujący do rozgrywek NHL z klubem Winnipeg Jets. Od tego czasu jednak przez trzy kolejne sezony występował zespołach farmerskich z lig AHL i ECHL. We wrześniu 2016 został zawodnikiem fińskiego zespołu SaiPa, podpisując terminowy kontrakt do grudnia 2016. Wtedy związał się z klubem JYP, gdzie w maju 2017 przedłużył kontrakt o rok. Rok potem, w kwietniu 2018 przeszedł do Pelicans. W maju 2019 został zawodnikiem rosyjskiego klubu Admirał Władywostok w rozgrywkach KHL. W czerwcu 2020 przeszedł do Mietałłurga Magnitogorsk. Na początku fazy play-off sezonu 2021/2022 w marcu 2022 odszedł z klubu. Od czerwca 2022 formalnie był zawodnikiem Detroit Red Wings z NHL. Od początku sezonu 2022/2023 występował w zespole famerskim, Grand Rapids Griffins, w lidze American Hockey League, w barwach którego rozegrał 15 spotkań, a na początku lutego 2023 został wolnym graczem. Wtedy został zaangażowany w szwedzkim klubie Brynäs IF. Po sezonie 2022/2023 odszedł z tego klubu.
W lipcu 2023 przeszedł do Pelicans, a w grudniu tego roku do szwajcarskiego Servette Genewa.
Uczestniczył w turniejach mistrzostw świata edycji 2019, 2021, zimowych igrzysk olimpijskich 2022.

## Sukcesy
Reprezentacyjne
- Złoty medal mistrzostw świata: 2019
- Srebrny medal mistrzostw świata: 2021
- Złoty medal zimowych igrzysk olimpijskich: 2022

Klubowe
- Srebrny medal Jr. A SM-liiga: 2010 z HIFK U20
- Brązowy medal mistrzostw Finlandii: 2017 z JYP
- Hokejowa Liga Mistrzów: 2018 z JYP

Indywidualne
- Jr. A SM-liiga (2009/2010):
  - Pierwsze miejsce w klasyfikacji średniej goli straconych na mecz: 2,15
- NCAA (WCHA) (2011/2012):
  - Skład gwiazd pierwszoroczniaków
- NCAA (2012/2013):
  - Skład gwiazd akademików (WCHA)
  - Drugi skład gwiazd (WCHA)
  - Drugi skład gwiazd Amerykanów (Zachód)
- Liiga (2018/2019)[18]:
  - Trzecie miejsce w klasyfikacji skuteczności interwencji w sezonie zasadniczym: 91,71%
  - Pierwsze miejsce w klasyfikacji skuteczności interwencji w fazie play-off: 94,62%
  - Drugie miejsce w klasyfikacji średniej straconych goli na mecz w fazie play-off: 1,67
- KHL (2020/2021):
  - Drugie miejsce w klasyfikacji skuteczności interwencji w sezonie zasadniczym: 93,5%
  - Piąte miejsce w klasyfikacji średniej goli straconych na mecz w sezonie zasadniczym: 1,90
- Mistrzostwa Świata w Hokeju na Lodzie 2021 (elita)[19]:
  - Trzecie miejsce w klasyfikacji średniej goli straconych na mecz w turnieju: 1,39
  - Trzecie miejsce w klasyfikacji liczby meczów bez straty gola w turnieju: 1
  - Czwarte miejsce w klasyfikacji skuteczności interwencji w turnieju: 94,25%
  - Skład gwiazd turnieju[20]
- Mistrzostwa Świata w Hokeju na Lodzie 2022 (elita):
  - Pierwsze miejsce w klasyfikacji średniej goli straconych na mecz w turnieju: 1,11
  - Drugie miejsce w klasyfikacji skuteczności interwencji w turnieju: 94,83%
  - Pierwsze miejsce w klasyfikacji liczby meczów bez straty gola w turnieju: 4
  - Trzecie miejsce w klasyfikacji liczby obronionych strzałów w turnieju: 164[21]
  - Skład gwiazd turnieju
  - Najlepszy bramkarz turnieju
  - Najbardziej Wartościowy Zawodnik (MVP)[22]